# مایکل اچ پروسر
مایکل اچ پروسر (متولد ۲۹ مارس ۱۹۳۶) استاد ممتاز دانشگاه ویرجینیا است. او در این دانشگاه مدتی مدیر گروه ارتباطات گفتاری بود که بعدها به مقام استاد ممتاز در گروه مطالعات ارتباطات و زبان‌آوری در همین دانشگاه رسید و در سال ۲۰۰۱ بازنشسته شد. پروسر یکی از متفکران کلیدی در حوزه ارتباطات بین فرهنگی است. او در سال ۲۰۰۱ بازنشسته شد و از آن زمان در دانشگاه‌های چین تدریس می‌کند. پروفسور دی ری هایسی استاد ممتاز ارتباطات بین فرهنگی در دانشگاه ایالتی کنت و رئیس سابق کالج دماوند در ایران از دوستان نزدیک او بود.